# Энтальпийно-энтропийный компенсационный эффект
Энтальпийно-энтропийный компенсационный эффект — особый вариант компенсационного эффекта. Компенсационный эффект связан с наличием линейной зависимости между какими-либо кинетическими или термодинамическими параметрами в серии схожих химических реакций (например, реакции в различных растворителях, или реагенты, отличающиеся только одним заместителем).
Компенсационный эффект может связывать:
- логарифм предэкспоненциального множителя с энергией активации:

lnAi = α + Ea, i/Rβ
где R — универсальная газовая постоянная, α и β — константы; схожие реакции в серии обозначены индексами i, Ai — предэкспоненциальный множетель i-й реакции, Ea, i — энергия активации в i-й реакции.
- энтальпию с энтропией активации (энтальпийно-энтропийный компенсационный эффект):

ΔH‡i = α + βΔS‡i
где H‡i — энтальпии активации, а S‡i — энтропии активации.
- изменение энтальпии с изменением энтропии набора схожих реакций (энтальпийно-энтропийный компенсационный эффект)

ΔHi = α + βΔSi
где ΔHi — изменение энтальпии реакции, а ΔSi — изменение энтропии.
Изменение энергии активации в первом примере сопровождается изменением предэкспоненциального множителя. Увеличение А приводит к уменьшению Ea, i, то есть происходит компенсация. Это дало название эффекту.
Аналогичная ситуация возникает во втором и третьем примере по отношению к величине свободной энергии Гиббса: в приведенных примерах ΔH изменяется пропорционально ΔS, но эти величины входят в выражение для энергии Гиббса с разными знаками, благодаря чему происходит компенсация.